# Dana Rožlapa

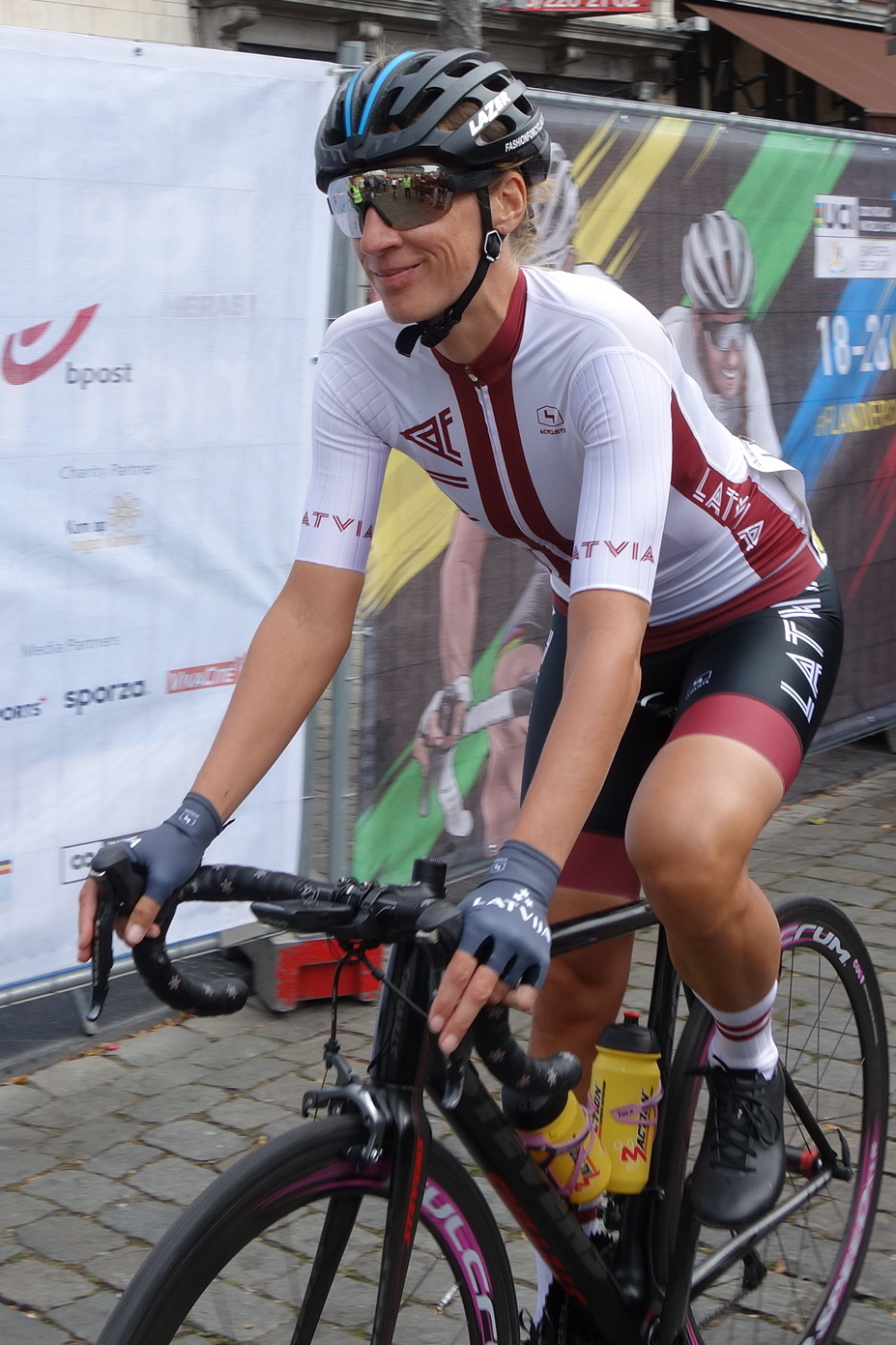
Dana Rožlapa en 2021.

Dana Rožlapa, née le 16 novembre 1979 à Talsi, est une coureuse cycliste lettonne. Elle a été à plusieurs reprises championne de son pays sur route et en contre-la-montre.

## Biographie
Dana Rožlapa est apparue pour la première fois au palmarès d'une course UCI en 2012, en devenant championne de Lettonie du contre-la-montre. Depuis, elle a remporté le titre national dans cette discipline à neuf reprises. Après plusieurs podiums, elle est également devenue championne de Lettonie sur route pour la première fois en 2025, à l'âge de 45 ans. Elle représente la Lettonie à plusieurs reprises lors de championnats internationaux. Son meilleur classement est une 12e place sur le contre-la-montre des Jeux européens de 2015 et des championnats d'Europe de 2024.
En dehors des championnats, Rožlapa participe rarement à des compétitions internationales. Elle prend part à plusieurs reprises au Chrono des Nations, obtenant comme meilleur résultat une septième place en 2021. Elle a également obtenu la septième place du prologue du Tour de Belgique féminin 2022.

## Palmarès sur route
- 2012
  -  Championne de Lettonie du contre-la-montre
- 2013
  -  Championne de Lettonie du contre-la-montre
- 2014
  -  Championne de Lettonie du contre-la-montre
- 2015
  - 2e du championnat de Lettonie sur route
- 2019
  -  Championne de Lettonie du contre-la-montre
  - 2e du championnat de Lettonie sur route
- 2020
  -  Championne de Lettonie du contre-la-montre
- 2021
  -  Championne de Lettonie du contre-la-montre
  - 2e du championnat de Lettonie sur route
- 2022
  -  Championne de Lettonie du contre-la-montre
  - 2e du championnat de Lettonie sur route
- 2023
  -  Championne de Lettonie du contre-la-montre
  - 2e du championnat de Lettonie sur route
- 2025
  -  Championne de Lettonie sur route
  -  Championne de Lettonie du contre-la-montre

## Classements mondiaux
| Année                                 | 2012 | 2013 | 2014 | 2015 | 2016 | 2017 | 2018 | 2019 | 2020 | 2021 | 2022 | 2023 | 2024 |
| ------------------------------------- | ---- | ---- | ---- | ---- | ---- | ---- | ---- | ---- | ---- | ---- | ---- | ---- | ---- |
| Classement UCI                        | 375e | 365e | 447e | 361e | nc   | nc   | nc   | 456e | 395e | 135e | 186e | 370e | 751e |
|                                       |      |      |      |      |      |      |      |      |      |      |      |      |      |
| Légende : nc = non classéSource : UCI |      |      |      |      |      |      |      |      |      |      |      |      |      |